# Михаїл III (митрополит Київський)
Святи́тель Михаї́л — єпископ Юріївський (Порозький, Канівський), імовірно очолював Київську Митрополію у 1170-х роках.
Михаїл був подвижником монастиря святого Архистратига Божого Михаїла на Зверинецькій горі. Його ім'я згадується серед восьми насельників цього монастиря, висічених у синодику на стіні печери.
Згодом Михаїл став єпископом Юріївським. Як єпископ він згадується у 1171 та 1173 роках.
Пам'ять святителя Михаїла вшановується 19 вересня (6 вересня за старим стилем).